# Тактика салямі

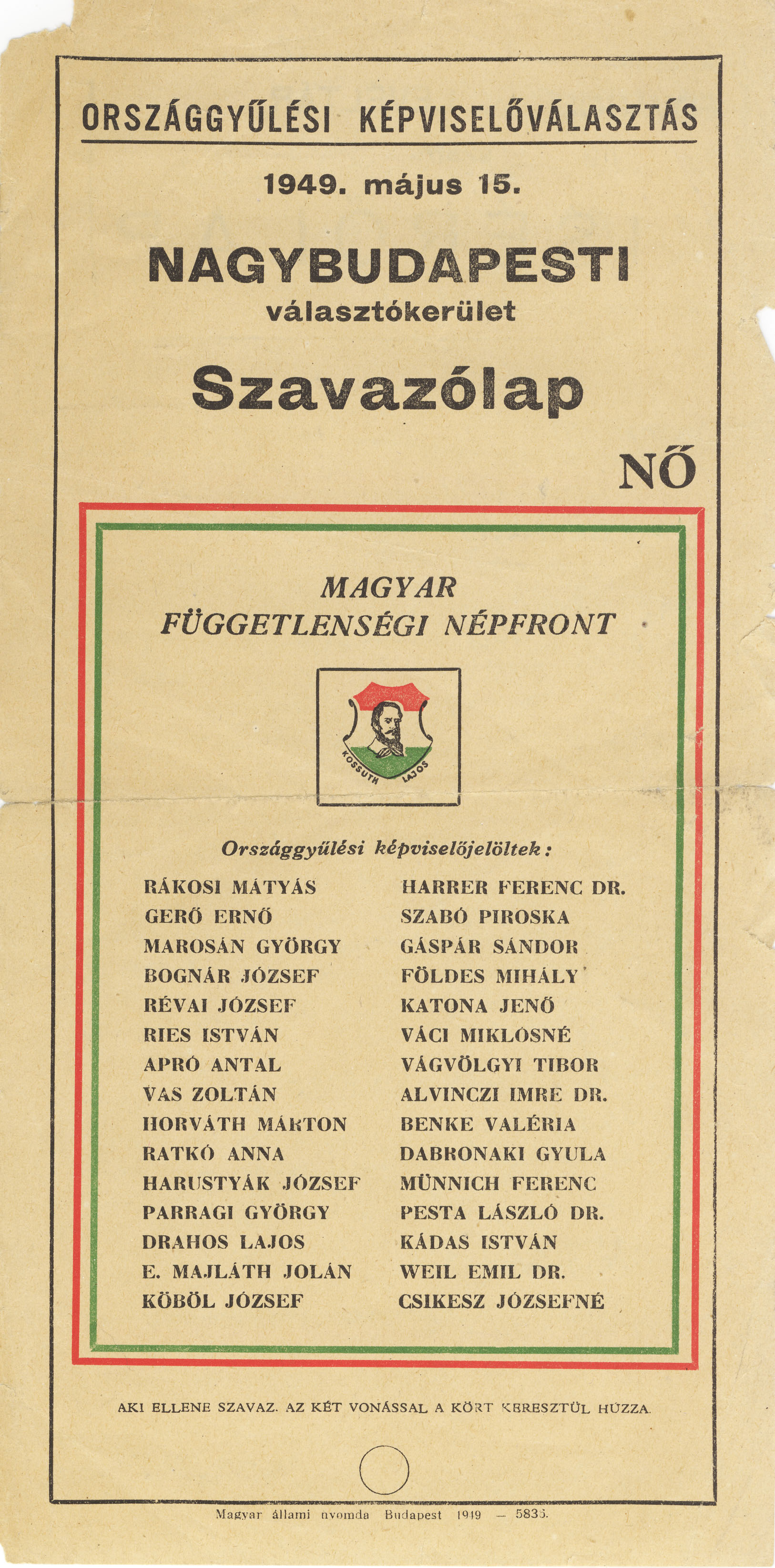
Бюлетень лише з одним варіантом 1949.

Тактика салямі (угор. szalámitaktika) — термін для окреслення практики поступової ліквідації (крок за кроком) представницьких демократичних партій і захоплення влади комуністами в державах, зайнятих або звільнених під час Другої світової війни Радянським Союзом. Термін для сталінського плану був даний угорським комуністом Матяшом Ракоші. При застосуванні такої тактики певна партія входить в урядову коаліцію, а потім, застосовуючи шантаж та спираючись на силовиків, усуває з політичного життя спершу своїх опонентів, а згодом і союзників.
Ефективність тактики салямі залежала від наявності в окремих країнах сил Червоної Армії, яка надавала можливість підсилити місцеві слабкі комуністичні партії. Метою комуністів було отримати повну владу у відповідних країнах, тож вони утворювали тимчасові коаліції з окремими лівими чи центристськими об'єднаннями, беручи собі стратегічні урядові установи. Потім, використовуючи пропаганду і відпрацьовані засоби терору, комуністи звинувачували спільників по коаліції у фашистських та антирадянських поглядах, перемагаючи їх і переймаючи всю повноту державної влади. Комуністичні власті перейняли таким чином (у 1945—1947 рр.) уряд в Польщі, Угорщині, Румунії, Югославії, Болгарії та Албанії; Комуністи також зміцнили свої позиції в радянській зоні окупації Німеччини. Проте, в Чехословаччині, Комуністична партія намагалася отримати владу законними методами; після провалу цієї спроби провела державний переворот в 1948 році.

### Тактика Гітлера
Для позначення цього явища є ще один термін — «стратегія по частинках», який використовувався нацистською партією і Адольфом Гітлером для досягнення абсолютної влади в Німеччині в перші місяці 1933 року. Спочатку, відбувся підпал Рейхстагу 27 лютого 1933, що знервував населення Німеччини та призвів до Указу Рейхстагу щодо підпалу, яким було призупинено багато громадянських свобод і оголошено поза законом Комуністичну партію і соціал-демократів. За оцінками, 10 000 людей були арештовані протягом двох тижнів, з наступним прийняттям Акту про повноваження 24 березня 1933 року, яким Гітлеру надавалася пленарна влада, що дозволило йому обійти Рейхстаг і надалі консолідувати владу. Гітлер і нацисти продовжували систематично встановлювати тоталітарний контроль шляхом усунення потенційних супротивників, таких як профспілки і протиборчі політичні партії. Вони також встановили організації з обов'язковим членством, такі як Гітлерюгенд , Союз німецьких дівчат і Трудова служба. Акт про повноваження був відновлений в 1937 і 1941 роках. Нарешті, 26 квітня 1942 року, Рейхстаг прийняв закон, що зробив Гітлера Oberster Gerichtsherr, верховним суддею країни, даючи йому владу над життям і смертю кожного громадянина, і по суті продовжуючи дію Акт про повноваження до кінця війни. Цей поступовий процес накопичення влади і контролю, називався нацистами Гляйхшальтунгом, але зараз його називають Salamitaktik (тактика салямі).

### Тактика сталіністів в Іспанії
Першим етапом посилення впливу компартії в Іспанії стало формування в листопаді 1936 року, під час облоги Мадрида, хунти з оборони міста. Це була перша спроба сталіністів взяти владу, оскільки в хунті більшість складали комуністи, а анархістів в неї не допустили. Сталіна цілком влаштовувала нібито демократична республіка, керована компартією від імені Народного фронту під контролем ГПУ. Посилення комуністів супроводжувалося розгортанням антитроцкістської кампанії, незважаючи на те, що троцькістів у повному сенсі слова в Іспанії не було. На Піренейському півострові стала поступово складатися схожа з внутрішнім становищем в СРСР політична обстановка. «Чистки» проводилися професіоналами, в основному радянськими комуністами, в тому числі і найманими вбивцями. Дізнання і тортури троцькістів, членів ПОУМ (Робітнича партія марксистського об'єднання), проводилися в спеціальних приватних в'язницях — місцевих «надзвичайних комісіях». Як вважає Бруе, жертв було багато, в основному з числа троцькістів і анархістів. ПОУМ в цілому і Андре Нін зокрема були звинувачені комуністами в шпигунстві на користь Франко — основну роль тут зіграли травневі події 1937 року. Втім, репресії тільки сприяли зростанню популярності ПОУМ.
Навряд чи у Сталіна був намір перетворити Іспанію на країну-сателіт, свого роду колонію, оскільки СРСР був стурбований в першу чергу проблемами своєї зовнішньої безпеки, а тому прагнув уникнути або принаймні відтягнути близьку світову війну. Тому революція і війна в Іспанії не могли принести нічого, крім додаткових труднощів: помірна програма Сталіна могла задовольнити лише дрібну буржуазію, реорганізувати її всередині республіканського табору. Популярністю гасел компартії був викликаний наплив до неї багатьох людей, яких можна зарахувати до такого роду буржуазії. Вони починали займати ключові посади і, самі того не знаючи, проводити сталінську політику, а вождь діяв методами поступового впровадження в структури республіканської влади своїх ставлеників шляхом корупції та шантажу. КПІ вдалося домогтися лояльності багатьох нейтральних офіцерів, а за допомогою армії — державної гегемонії. Армії комуністи надавали особливе значення, так що компартію навіть називали «військовою партією республіки». Втім, багато представників вищого командування вступили в неї лише під час війни — новий офіцерський корпус, комісари, правоохоронні органи зіграли роль троянського коня в стані республіканців, оскільки проникнення комуністів у силові структури можна було спостерігати на всіх рівнях. Крім того, вони просочувалися в інші політичні партії Народного фронту, створюючи в них свої фракції, що дозволяли ліквідувати самі партії, як це трапилося з ПСОЕ (Соціалістична робоча партія Іспанії), — тактика «салямі», тобто ковбаси, що нарізається скибочками, за висловом Бруе.